# Шифрат
Шифрат је криптографски појам који означава шифровани текст, и представља излаз из шифарског алгоритма за задати отворени текст и криптографски кључ. У случају сигурног криптографског алгоритма, на основу шифрата, а без познавања кључа, не би требало да је могуће реконструисати одговарајући отворени текст.